# Notturno op. 62 n. 2 (Chopin)
Il Notturno op. 62 n. 2 in Mi maggiore è una composizione di Fryderyk Chopin scritta nel 1846.

## Storia
I due Notturni dell'op. 62 furono composti presumibilmente in momenti diversi, ma completati definitivamente soltanto verso la metà di novembre 1846 come affermato dal compositore stesso; poiché le due opere furono pubblicate da Wessel, Brandus e Breitkopf & Härtel entro quello stesso mese, è evidente che la stesura dei brani dovesse risalire ai mesi precedenti, molto probabilmente in gran parte scritti dal compositore durante l'estate trascorsa a Nohant nella residenza di campagna di George Sand.
Gli ultimi Notturni, op. 55, composti dal musicista, erano del 1843 e furono pubblicati l'anno seguente. Il primo abbozzo di questi due nuovi lavori doveva aver avuto luogo per lo meno all'inizio del 1845, infatti quando durante i mesi estivi di quell'anno Auguste Leo, amico del compositore, e Julius, figlio dell'editore Stern, gli domandarono dei brani per la casa editrice Stern & Co., Chopin rispose di avere già tre Mazurche e due Notturni. Dall'editore Stern furono pubblicate solo le tre mazurche op. 59 mentre i due notturni dell'op. 62 furono le ultime composizioni di cui il musicista curò personalmente l'edizione, stampate l'anno seguente, probabilmente dopo un'ulteriore revisione e perfezionamento.
Sul manoscritto autografo delle due composizioni, inviate all'editore Breitkopf & Härtel di Lipsia, si trova una dedica cancellata con accuratezza dal musicista che evidentemente cambiò idea apponendo successivamente il nome di una sua allieva, R. de Könneritz.

## Analisi

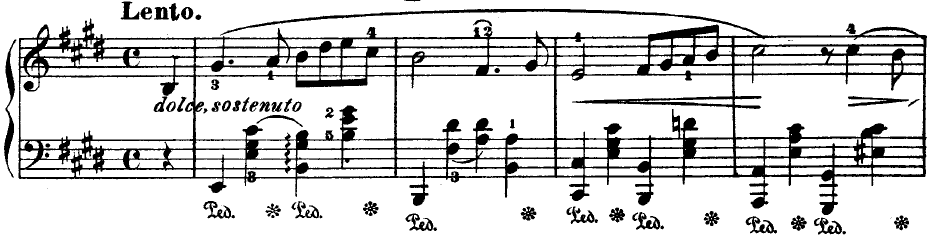
Battute iniziali del Notturno op.62 n.2

Il secondo Notturno dell'op. 62 chiude la serie dei Notturni e si presenta come «una delle vette raggiunte da Chopin con il suo ultimo stile» La composizione, nella luminosa tonalità di Mi maggiore, è strutturata in quattro sezioni, non riproposte e ognuna di carattere diverso, alternando un aspetto pacato con uno più inquieto.

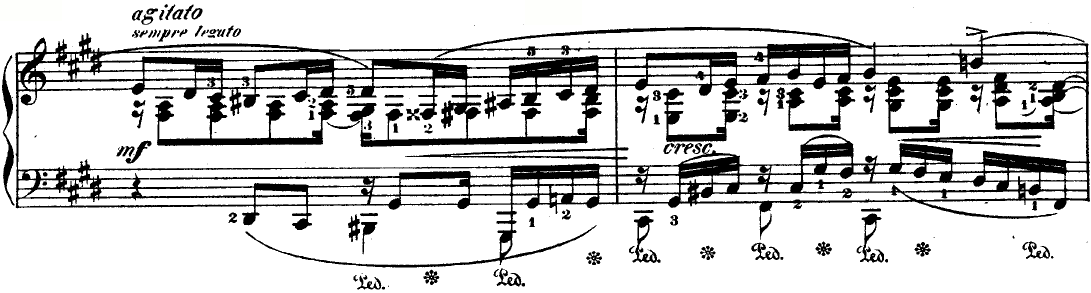
Seconda sezione del Notturno

Il brano inizia lentamente e sostenuto con una melodia cantabile di grande eleganza e linearità, non sono infatti presenti abbellimenti di alcun genere. L'atmosfera è di leggera malinconia velata di rassegnazione; l'accompagnamento è regolare, con accordi che accennano un tempo di marcia. La seconda sezione, Agitato, presenta caratteristiche quasi sinfoniche con una composizione contrappuntistica di notevole levatura che si sviluppa da tre fino a quattro situazioni di sonorità. È un brano che racchiude un'angoscia estremamente controllata, sembra quasi che l'autore voglia esprimere solo in parte il proprio dolore tenedolo un gran parte per sé, senza rabbia o esternazioni. La terza sezione è molto più breve rispetto alle precedenti e, dopo il controllo emotivo della seconda parte, il rapido scorrere sognante assume quasi il carattere di improvvisazione; la melodia riprende quindi con maggior tranquillità e diverse variazioni sino alla coda conclusiva che riporta, dopo un passaggio in Do diesis minore, alla tonalità principale per giungere, come già nel notturno precedente, a un graduale sfumato dissolversi.